# 黄博文 (1996年)
黄博文（1996年2月15日—），是一名中国足球运动员，司职后卫。目前效力于中甲球队武汉卓尔。

## 俱乐部生涯
黄博文出自上海幸运星足球俱乐部青训。2014年，黄博文加入上海绿地申花足球俱乐部精英梯队并赴西班牙学习。同年，黄博文作为上海绿地申花足球俱乐部精英梯队主力队员，帮助球队获得U19联赛的全国冠军。当年入选由郑雄率领的中国国家男子U19国家队。2016年2月27日，武汉卓尔官方宣布租借黄博文。当赛在中甲联赛中上场21次，表现突出。2017年1月13日，武汉卓尔宣布黄博文签约四年正式转会加盟。